# Řevničov (stacja kolejowa)
Řevničov – stacja kolejowa w miejscowości Řevničov, w kraju środkowoczeskim, w Czechach. Znajduje się na wysokości 445 m n.p.m.
Na stacji istnieje możliwość zakupu biletów na wszystkiego rodzaju pociągi w tym również międzynarodowe. 

## Linie kolejowe
- 120 Praha - Kladno - Lužná u Rakovníka - Rakovník